# Centro de Estudios Superiores de México y Centroamérica
El Centro de Estudios Superiores de México y Centroamérica (CESMECA) es una unidad académica de la Universidad de Ciencias y Artes de Chiapas (UNICACH) dedicada a generar conocimientos sobre la realidad social de los pueblos del sur de México y Centroamérica, así como a impartir educación superior y promover la investigación y la difusión científica y cultural. Estas premisas han orientado el quehacer del Centro desde su fundación en 1995, por el que ha recibido reconocimientos nacionales e internacionales.

## Historia
Con base en el acuerdo de la primera Ley Orgánica de la UNICACH publicada en el Periódico Oficial como Decreto número 139, de fecha 31 de enero de 1995, el Centro de Estudios se funda en la ciudad de San Cristóbal con objetivos y funciones de investigación, para lo cual se le asignan los recursos necesarios. Surge en una coyuntura especial de la UNICACH, fundándose a partir del Departamento de Patrimonio Cultural e Investigación del hasta esa fecha Instituto Chiapaneco de Cultura.
Posteriormente, el Centro amplió las perspectivas de desarrollo a partir de sus programas de investigación y publicaciones. Sus nuevas atribuciones se señalaron en la nueva Ley Orgánica del año 2000 mediante Decreto 140 publicado en el Periódico Oficial número 009-2.ª sección de fecha 23 de febrero. Asimismo, se promovió una nueva publicación periódica, la Revista LiminaR. Estudios sociales y humanísticos, y la oferta de un programa de posgrados en el nivel de maestría desde el año 2002. Ante las crecientes necesidades académicas, se ampliaron los procesos administrativos y los servicios informáticos y bibliotecarios para el control y la consolidación de la maestría y como apoyo a otras actividades sustantivas, razón por la que se constituyeron la Coordinación de Posgrados, el Departamento de Informática y la Biblioteca del Centro.
En ese andar, se amplió la oferta de posgrados al nivel de doctorado, se afianzó la calidad de las publicaciones periódicas, creció el número de investigadores y de personal académico-administrativo, y se organizaron importantes eventos nacionales e internacionales. El alto nivel de la capacidad y competitividad académicas del CESMECA, notable en sus programas de investigación, docencia de posgrado y extensión y vinculación, ha planteado continuamente nuevos retos de desarrollo institucional. Por ello, en la coyuntura de una nueva Ley Orgánica publicada como Decreto 359 el 16 de noviembre de 2011 en el Periódico Oficial número 336, el nuevo Estatuto General aprobado por el H. Consejo Universitario en febrero del 2013 y los reglamentos internos, el CESMECA asume su reestructuración como un instituto de investigaciones en ciencias sociales y humanas fiel a su sólida trayectoria académica y al compromiso de avanzar en sus cometidos con una estrategia de desarrollo académico que pone énfasis en la consolidación de proyectos y en la innovación institucional.

## Atribuciones
Desde su creación en 1995, el CESMECA recibió el encargo de generar conocimientos acerca de la realidad social de los pueblos del sur de México y Centroamérica, así como de impartir educación superior y promover la investigación y la difusión científica y cultural. Estas premisas han orientado el quehacer del Centro desde su fundación, y por su labor ha recibido reconocimientos nacionales e internacionales.
El CESMECA asume el cometido de reflexionar críticamente sobre las realidades sociales y políticas de las sociedades en este nuevo milenio y de formar integralmente a nuevas generaciones intelectuales. Así, la unidad académica tiene entre sus responsabilidades: desarrollar un espacio de formación, reflexión e interacción con los intelectuales y académicos de la región sur-sureste de México y de los países centroamericanos y caribeños; realizar proyectos de investigación en una amplia gama de temas en el campo de las Ciencias Sociales y las Humanidades, orientados a la búsqueda de explicaciones sobre los fenómenos sociales, económicos, políticos, culturales, ambientales e históricos en las regiones fronterizas meridionales del país, especialmente en sus interrelaciones con Centroamérica.

## Estructura
El Instituto se conforma por tres Secretarías: la Secretaría de Investigación y Posgrado, la Secretaría Editorial, de Vinculación Social y Extensión Universitaria, y la Secretaría Administrativa. Actualmente cuenta con cinco departamentos académicos, dos Cátedras y tres observatorios universitarios.

### Secretaría de Investigación y Posgrado
La Secretaría de Investigación y Posgrado se encarga de conducir todas las actividades sustantivas de investigación y docencia, así como las adjetivas que tributen directamente a las anteriores. Por ello, da seguimiento a los programas educativos, de investigación y de vinculación con otras instituciones académicas; coordina los procesos de planeación estratégica; se ocupa del buen funcionamiento de los servicios de apoyo académico a la comunidad universitaria; e impulsa dinámicas de trabajo articuladas que permitan cosechar sostenidamente resultados mejores, buscando en todo momento la excelencia académica y la pertinencia social.
Está conformada por tres grandes áreas: 1) los Departamentos, que agrupan a los investigadores y profesores de tiempo completo y tienen bajo su responsabilidad las Cátedras y los Observatorios universitarios; 2) la Coordinación de Posgrado, que abarca las coordinaciones de los programas educativos y las áreas de Servicios Escolares y Atención a Estudiantes, y 3) la Coordinación de Desarrollo Académico, que en su seno incluye unidades de apoyo a la investigación y a la docencia, es decir: Servicios para la Investigación, Servicios Informáticos y el Centro de Información y Documentación (CID).

#### Departamentos académicos
Departamento de Género
- Cátedra de Estudios de Género y Feminismos “Mercedes Olivera”
- Observatorio de la Participación de las Mujeres

Departamento de Estudios de la Cultura
- Observatorio de las Industrias Culturales y Creativas

Departamento de Políticas y Fronteras
- Cátedra de Pensamiento Social “José Martí”
- Observatorio de la Democracia

Departamento de Humanidades
Departamento de Historia

#### Coordinación de Posgrado
Coordinación de Maestría y Doctorado en Ciencias Sociales y Humanísticas
Servicios Escolares
Atención a Estudiantes

#### Coordinación de Desarrollo Académico
Servicios para la Investigación
Servicios Informáticos
Centro de Información y Documentación (CID)

### Secretaria Editorial, de Vinculación Social y Extensión Universitaria
La Secretaría Editorial, de Vinculación Social y Extensión Universitaria tiene bajo su cargo articular y dar coherencia a las funciones sustantivas del Instituto, buscando, sobre todo, la adecuada proyección de toda la producción académica generada por investigadores y estudiantes de la institución y de sus actividades públicas con el objetivo de aportar a la divulgación de la ciencia y la cultura. También, promover, formalizar y mantener la red de relaciones académicas y sociales que la DES tiene con su entorno local, nacional e internacional, acrecentando su vinculación social con la oferta de programas académicos, productos de investigación y servicios institucionales.
El trabajo editorial, de extensión universitaria y vinculación social del CESMECA busca contribuir al desarrollo académico y social de nuestro entorno, la región sur de México y Centroamérica, con aportes a la solución de las problemáticas sociales desde las ciencias sociales y las humanidades, es decir, contribuir al desarrollo humano integral a través de la educación superior y de la ciencia desde el quehacer de la comunidad académica en su interacción con la sociedad y según las directrices del sus órganos colegiados.
El principal encargo institucional de esta Secretaría consiste en desplegar una política cultural universitaria que contribuya a la democratización de la cultura y de la ciencia, al acceso a la información y al conocimiento público. En este sentido, difundirá las diversas manifestaciones del arte y la cultura local, regional, nacional y universal, así como los conocimientos científicos, tecnológicos, artísticos y humanísticos que se desarrollan en el instituto para enriquecer la formación integral de los estudiantes, beneficiar amplia y notoriamente a toda la comunidad académica y a la sociedad en general, al mismo tiempo que se fortalece la identidad y la imagen institucional. Todo esto bajo los principios y valores de la institución.
Se constituye por tres áreas:
Servicios Editoriales
Vinculación Social y Extensión Universitaria
Laboratorio Audiovisual (LAUD)

### Secretaría Administrativa
La Secretaría Administrativa se encarga de proponer e instrumentar las políticas, normas, sistemas y procedimientos necesarios para salvaguardar los bienes institucionales, comprobar con exactitud y seguridad los datos contenidos en el registro de las operaciones presupuestales y contables, desarrollar la eficiencia del control de gestión, así como supervisar la correcta administración de los recursos financieros, humanos y materiales del Instituto. Lleva a cabo la planeación, organización, coordinación y supervisión de dichos recursos, a fin de proporcionar oportunamente los servicios administrativos necesarios para el desarrollo de las actividades sustantivas del Instituto.
Su finalidad es desarrollar funciones adjetivas para contribuir al logro de los objetivos institucionales a través de la adecuada planeación, operación, suministro y desarrollo de los bienes materiales y recursos financieros, así como de la organización del personal necesario para dar respuestas efectivas a las demandas de la comunidad que integra al Instituto.
Su principal responsabilidad institucional es gestionar los recursos financieros, materiales y humanos que constituyen el patrimonio del Instituto, operando políticas y procedimientos con base a la normatividad institucional y a la planeación estratégica, apoyándose en personal calificado, así como en la transparencia y rendición de cuentas.
Esta Secretaría está constituida por las áreas:
Servicios Administrativos
Servicios Generales

## Oferta académica
Maestría en Ciencias Sociales y Humanísticas
Doctorado en Ciencias Sociales y Humanísticas
Maestría en Estudios e intervención feministas
Doctorado en Estudios e intervención feministas
Reconocidos dentro del Programa Nacional de Posgrados de Calidad (PNPC) del Consejo Nacional de Ciencia y Tecnología (CONACyT).

## Publicaciones periódicas
LiminaR. Estudios Sociales y Humanísticos. Revista semestral de investigación científica multidisciplinaria donde se publican estudios arbitrados para impulsar el debate sobre los fenómenos sociales y humanísticos del sur de México y Centroamérica. La revista está incluida en los siguientes índices de calidad y bases de datos: CONACyT, CLACSO Revistas, Latindex, Redalyc, Dialnet, SIC, Informe Académico, InfoTrac College Edition, CLASE, HAPI Online, Scientific Electronic Library Online (SciELO), National Geographic Learning-Cengage Learning, EBSCO y Ulrich’s.
Anuario de Investigaciones del Centro de Estudios Superiores de México y Centroamérica. Órgano anual publicado ininterrumpidamente desde 1990.